# Кистибий
Кистибий (башк. ҡыҫтыбай; тат. кыстыбый, qıstıbıy, а також кистимбий, тат. якмыш, yaqmış; чув . кēскепай) — традиційна башкирська, татарська, удмуртська страва з тіста з начинкою.
Найбільший кистибий в світі діаметром 2 м 10 см був приготований в 2011 році в Башкортостані та занесений до Книги рекордів Гіннесса.

## Опис
Є обсмаженим прісним коржем, начиненим кашею (частіше пшоняною), рагу або, з недавнього часу, картопляним пюре. Своїм виглядом нагадує незакритий пиріг або сочень — начинка кладеться на одну половину коржа і закривається зверху другою половиною. Може обмазуватися топленим маслом. Начинка варіюється в залежності від уподобань, незмінним залишається принцип приготування і рецепт тіста.
Цю страву дозволено їсти під час посту, трохи змінивши рецепт начинки.

## Етимологія
Вважається похідним від башк. ҡыҫты ҡиҫти, тат. кыстыру кистиру «прищемити».
Дослідник башкирської, татарської та чуваської мов Рифкат Газізяновіч Ахметьянов присвятив назві страви статтю в «Татар теленең кискача Тарихи-етімологік сүзлеге» (Короткому історико-етимологічному словнику татарської мови). Він привів диалектну форму тат. кыстымбый кистимбий, башкирське слово башк. ҡыҫтыбай ҡиҫтибай, чув. кӑстӑмпи кӑстӑмпі «кистибий», реконструюючи пра-форму з кореня кис- і суфікса -мбий / -мби.
Раушанія Сагдатзяновна Нурмухаметова в праці, присвяченій лінгвокультурологічному опису назв національних татарських страв кистибий, җәймә, дучмак привела етимологію Р. Г. Ахмет'янова та дані з книги Флер Саидовна Баязитовой інші форми башк. ҡыҫтыбый ҡиҫтибий, чуваське діалектне кастампі, марійське кистивій, удмуртське кистибий.